# Pristimantis johannesdei
Espèce
Synonymes
- Eleutherodactylus johannesdei Rivero & Serna, 1988 "1987"

Statut de conservation UICN

 VU  : Vulnérable
Pristimantis johannesdei est une espèce d'amphibiens de la famille des Craugastoridae.

## Répartition
Cette espèce est endémique du versant Ouest de la cordillère Occidentale en Colombie. Elle se rencontre entre 1 500 et 1 800 m d'altitude dans les départements d'Antioquia et de Risaralda.

## Étymologie
Cette espèce est nommée en l'honneur de John Douglas Lynch.

## Publication originale
- Rivero & Serna, 1988 "1987" : Tres nuevas especies de Eleutherodactylus (Amphibia, Leptodactylidae) de Antioquia, Colombia. Caribbean Journal of Science, vol. 23, no 3/4, p. 386-399 (texte intégral).